# 567
567(오백육십칠)은 566보다 크고 568보다 작은 자연수다.

## 수학
- 합성수로, 그 약수는 총 10개다. (1, 3, 7, 9, 21, 27, 63, 81, 189, 567)
  - 567의 진약수의 합은 401이므로, 567은 부족수다.

## 과학·기술
- NGC 567: 고래자리 방향에 있는 렌즈형은하.
- 567 엘레우테리아(영어판): 소행성.
- EMD 567: 제너럴 모터스 일렉트로-모티브 디비전의 대형 중속 디젤 엔진 라인.

## 군사
- LST-567(영어판): 제2차 세계 대전에 사용된 미국의 전차상륙함.

## 문화유산
- 대한민국의 보물 제567호: 평택 만기사 철조여래좌상
- 대한민국의 천연기념물 제567호: 영양 송하리 졸참나무와 당숲
  - 2021년 11월 19일 문화재 관련 법령의 개정 전 대한민국의 천연기념물에 지정된 마지막 일련번호는 567호다.

## 방송
- AM 567kHz: KBS 제1라디오 김제 송신소의 주파수.

## 기타
- 연도: 567년, 기원전 567년